# Rudolf I van Clermont
Rudolf I van Clermont bijgenaamd de Rode († Akko op 15 oktober 1191) was van 1152 tot aan zijn dood graaf van Clermont.

## Levensloop
Rudolf was een zoon van graaf Reinoud II van Clermont en diens tweede echtgenote, wier identiteit onbekend gebleven is. In 1152 volgde hij zijn vader op als graaf van Clermont.
In 1174 werd hij door koning Lodewijk VII van Frankrijk benoemd tot connétable van Frankrijk. Tijdens de boerenopstand van 1181 verdedigde hij op het bevel van de Franse kroning de Abdij van Saint-Leu. In 1189 begeleidde hij koning Filips II van Frankrijk bij de Derde Kruistocht. Hij nam deel aan het Beleg van Akko. Na het einde van de belegering stierf Rudolf in oktober 1191 in Akko.
Rudolf was gehuwd met Alix van Berteuil († 1196), dochter van heer Valeriaan III van Breteuil en vrouwe Haldeburge van Tartigny. Ze kregen volgende kinderen:
- Catharina († 1213), huwde in 1184 met graaf Lodewijk I van Blois
- Aelis († voor 1182)
- Mathilde, huwde met heer Willem I van Vierzon
- Filips († tussen 1182 en 1192)

Omdat Rudolf zonder mannelijke nakomelingen stierf, werd hij als graaf van Clermont opgevolgd door zijn schoonzoon Lodewijk I van Blois.